# Liste der Biografien/Lauv
Liste der Biografien |
Portal Biografien |
Personensuche
# |
A |
B |
C |
D |
E |
F |
G |
H |
I |
J |
K |
L |
M |
N |
O |
P |
Q |
R |
S |
T |
U |
V |
W |
X |
Y |
Z |
?
 
La |
Lb |
Lc |
Le |
Lg |
Lh |
Li |
Lj |
Ll |
Lm |
Lo |
Lp |
Lt |
Lu |
Lv |
Lw |
Lx |
Ly |
Lz
 
Laa |
Lab |
Lac |
Lad |
Lae–Lah |
Lai |
Laj |
Lak |
Lal |
Lam |
Lan |
Lao |
Lap |
Laq |
Lar |
Las |
Lat |
Lau |
Lav |
Law |
Lax |
Lay |
Laz
 
Laua |
Laub |
Lauc |
Laud |
Laue |
Lauf |
Laug |
Lauh |
Laui |
Lauj |
Lauk |
Laul |
Laum |
Laun |
Laup |
Laur |
Laus |
Laut |
Lauv |
Lauw |
Laux |
Lauz
Die Liste der Biografien führt alle Personen auf, die in der deutschsprachigen Wikipedia einen Artikel haben. Dieses ist eine Teilliste mit 10 Einträgen von Personen, deren Namen mit den Buchstaben „Lauv“ beginnt.

## Lauv
- Lauv (* 1994), US-amerikanischer MusikerLauv (* 1994)

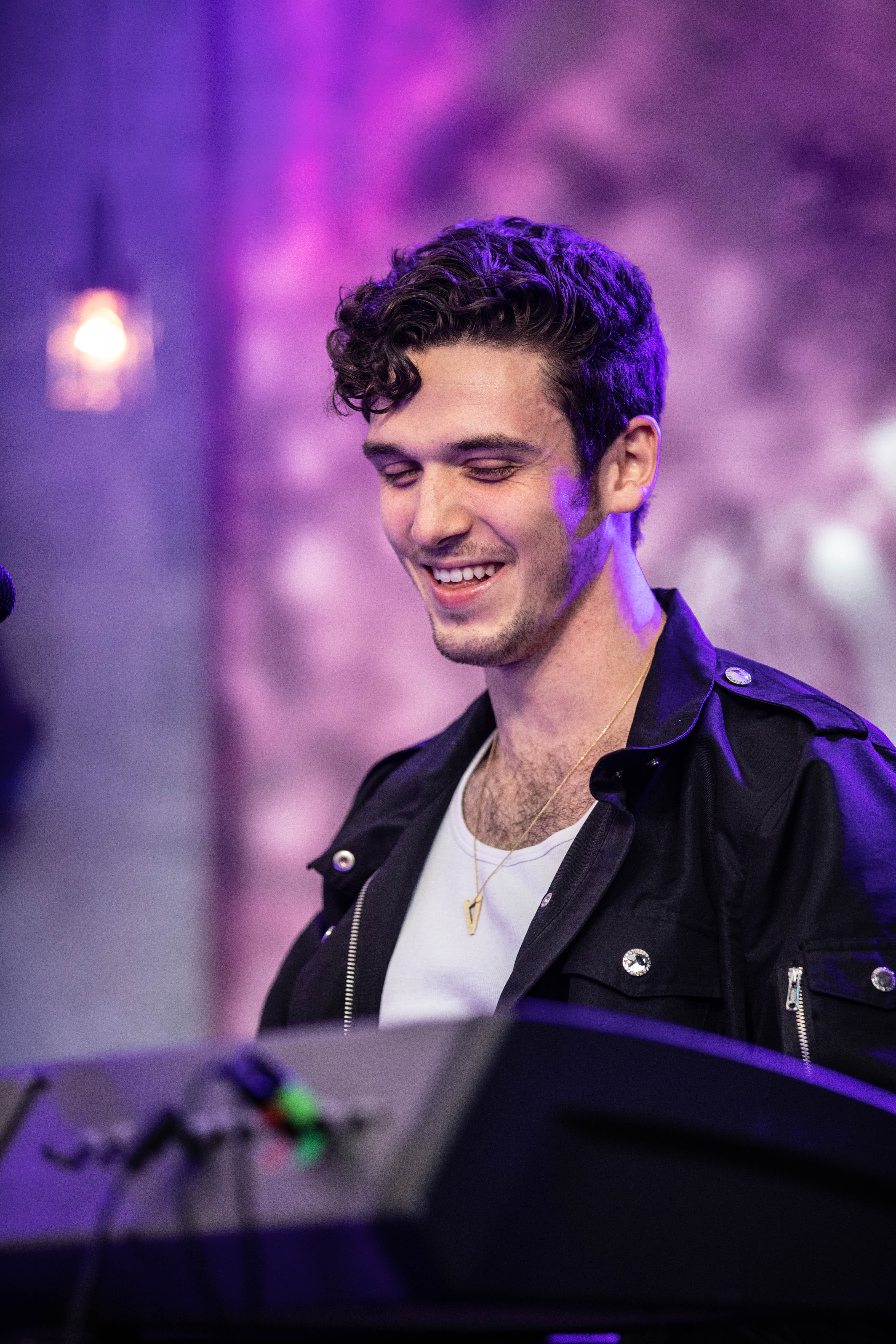
Lauv (* 1994)

### Lauva
- Lauvås, Stein Erik (* 1965), norwegischer Politiker
- Lauvaux, Gustave (1892–1970), französischer Mittelstrecken-, Hindernis- und Crossläufer
- Lauvaux, Henri (1900–1970), französischer Langstreckenläufer

### Lauvd
- Lauvdal, Anja (* 1987), norwegische Jazz- und Improvisationsmusikerin (Klavier, Keyboard, Komposition)

### Lauve
- Lauveng, Arnhild (* 1972), norwegische Psychologin
- Lauvergeon, Anne (* 1959), französische Managerin
- Lauvergnac, Anna, italienische Jazzsängerin und Filmkomponistin
- Lauvergne, Joffrey (* 1991), französischer Basketballspieler

### Lauvh
- Lauvhaug, Hilde (* 1989), norwegische Skilangläuferin